# فردریک اسمالبون
فردریک اسمالبون (انگلیسی: Frederick Smallbone; ۲۲ ژانویهٔ ۱۹۴۸ – ) ورزشکار روئینگ اهل بریتانیا بود.
وی در مسابقات کشوری و بین‌المللی در مجموع برندهٔ ۲ مدال نقره شده‌است.